# Accenteur d'Arabie
Espèce
Statut de conservation UICN

 NT  : Quasi menacé
L'Accenteur d'Arabie (Prunella fagani) est une espèce de petits passereaux de la famille des Prunellidae. Selon la classification de référence (version 14.1, 2024) du Congrès ornithologique international, l'accenteur d'Arabie est devenu une sous-espèce  de l'Accenteur de Radde (Prunella ocularis fagani).

## Répartition
Il est endémique au Yémen.

## Habitat
Il habite les zones de broussailles en haute montagne.
Il est menacé par la disparition de son habitat.